# Ново-Николаевский уезд
Ново-Николаевский уезд — административно-территориальная единица в составе сначала Томской, а затем Ново-Николаевской губерний, существовавшая в 1917—1925 годах. Административный центр — Ново-Николаевск (Новониколаевск).

## История
Ново-Николаевский уезд был образован в составе Томской губернии постановлением Временного правительства от 17 (30) июня 1917 года при разделении Томской губернии на Томскую и Алтайскую (с центром в городе Барнауле). Согласно указанному документу уезд получил наименование Ново-Николаевский. С установлением советской власти в Сибири в документах и печатных изданиях Сибревкома использовалось название как Новониколаевский уезд (иногда — НовоНиколаевский уезд). Юридических актов о переименовании Ново-Николаевского уезда в Новониколаевский уезд не издавалось — ни в Российской Республике сентября 1917 — октября 1917, ни в РСФСР с 1917, ни в СССР с 1922.
13 февраля 1921 года Ново-Николаевский и Каинский уезды Томской губернии были переданы в состав вновь созданной Ново-Николаевской губернии. При этом 14 волостей из Ново-Николаевского уезда были переданы в новый Каргатский уезд, а 5 — в новый Черепановский уезд. 
В 1925 году Ново-Николаевский уезд был упразднён, а его территория передана в Ново-Николаевский округ (с 1926 — Новосибирский округ) Сибирского края.

## Споры о наименовании
Официальное наименование было принято с обязательным написанием дефиса: Ново-Николаевский, по наименованию города: Ново-Николаевск (город). Это единственное официальное наименование, использовавшееся в официальных документах. Нет ни единого официального документа 1921—1927 гг. о принятии и утверждении наименования как Новониколаевский уезд. Кроме принятия правил изменения русского языка (в том числе в части наименований) 1934 года, когда в СССР было закреплено использование бездефисных наименований. То есть — за пределами исторического периода существования реального субъекта Российской Республики (сентябрь — октябрь 1917), РСФСР (с октября 1917) и СССР (с 1922).
Однако одновременно в неофициальных публикациях иногда употреблялось словосочетание Новониколаевский уезд.